# Jaakko Tuuri

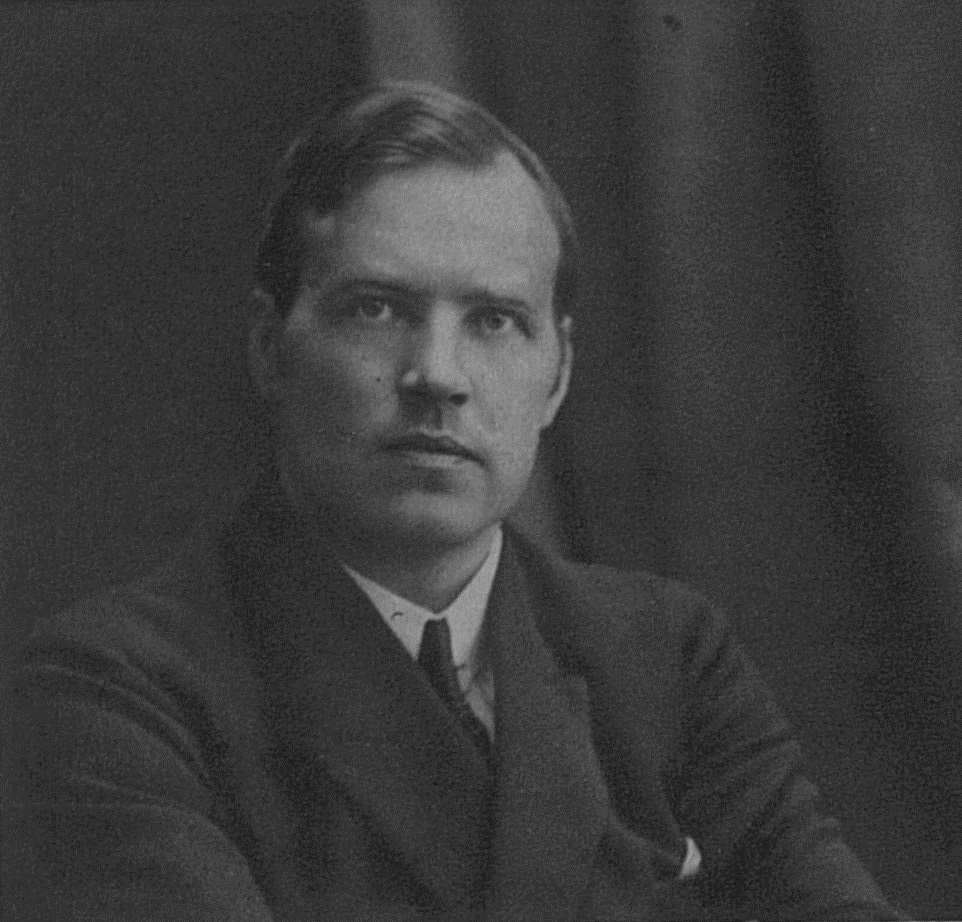
Jaakko Tuuri 1930.

Jaakko Tuuri, född 19 mars 1884 i Jääskänjoki, Ylistaro, död 9 mars 1947 i Tavastehus, var en finländsk musiker och kompositör.
Tuuri var son till lantbrukaren Jaakko Tuuri och Kaisa Serafiia Perä. Han utexaminerades från Helsingfors klockare-organistskola 1905, från Helsingfors konservatorium 1909, tog examen som sånglärare 1909 och företog studieresor till Dresden 1911–1912. Han var organist vid Kemi stad samt sånglärare vid finska samskolan därstädes 1909–1917, var sedan 1917 organist vid Tavastehus stad, blev ledare för Tavastehus kyrkokör 1922 och blev 1925 sånglärare vid Fredrika Wetterhoffs hemslöjdsskola i Tavastehus. Efter att 1928 utnämnts till musikalisk officer vid Skyddskåren, utsågs han 1929 till ledare för Skyddskårens manskör och erhöll director musices titel 1931. Tuuri gav många konserter i både Helsingfors och på landsorten, utgav åtskilliga notsamlingar och hade publicistiska uppdrag inom Finlands kantor- och organistförbund, för vilket han blev sekreterare 1928. Tuuri var sedan 1929 gift med Martta Tuuri, född Aaltonen.
Av Tuuris kompositioner har ett tiotal spelats in på grammofon av artister som Aapo Similä, Elli Ranta, Aino Angerkoski, Martti Similä och Ylioppilaskunnan Laulajat.